# Prezid, Hrvaška
Prezid (znano tudi kot Staro Babno Polje) je obmejno naselje s 648 prebivalci (2021; v 19. in 20. stoletju še okoli 1000, občasno do 1200) na Hrvaškem, ki upravno spada pod mesto Čabar in je največje naselje v tej občini, ki je del Primorsko-goranske županije. Leži na višini 765 m, ob cesti Delnice–Čabar–Vrhnika v neposredni bližini mejnega prehoda Babno Polje-Prezid s Slovenijo, ki obdaja Prezid s treh strani: zahoda in vzhoda, pa tudi s severa. V bližini so ostanki rimskega zidu Alpium Vallum (odtod tudi ime, ki se prvič omenja leta 1260 kot Brezidan). Stare lesene hiše (Vesel, Ožbolt, Žagar, Lipovac) so zaščitene kot primer avtohtone goranske arhitekture. Župnijska cerkev sv. Vida mučenika je iz leta 1874.
Naselje je ob delavnikih preko Babnega Polja, Starega trga pri Ložu, Cerknice, Logatca in Vrhnike povezano z redno avtobusno linijo z Ljubljano.

## Demografija
| Pregled števila prebivalcev po letih | Pregled števila prebivalcev po letih | Pregled števila prebivalcev po letih | Pregled števila prebivalcev po letih | Pregled števila prebivalcev po letih | Pregled števila prebivalcev po letih | Pregled števila prebivalcev po letih | Pregled števila prebivalcev po letih | Pregled števila prebivalcev po letih | Pregled števila prebivalcev po letih | Pregled števila prebivalcev po letih | Pregled števila prebivalcev po letih | Pregled števila prebivalcev po letih | Pregled števila prebivalcev po letih | Pregled števila prebivalcev po letih | Pregled števila prebivalcev po letih |      |
| ------------------------------------ | ------------------------------------ | ------------------------------------ | ------------------------------------ | ------------------------------------ | ------------------------------------ | ------------------------------------ | ------------------------------------ | ------------------------------------ | ------------------------------------ | ------------------------------------ | ------------------------------------ | ------------------------------------ | ------------------------------------ | ------------------------------------ | ------------------------------------ | ---- |
| 1857                                 | 1869                                 | 1880                                 | 1890                                 | 1900                                 | 1910                                 | 1921                                 | 1931                                 | 1948                                 | 1953                                 | 1961                                 | 1971                                 | 1981                                 | 1991                                 | 2001                                 | 2011                                 | 2021 |
| 1017                                 | 1207                                 | 1083                                 | 1186                                 | 1143                                 | 1210                                 | 931                                  | 1024                                 | 977                                  | 917                                  | 927                                  | 963                                  | 1000                                 | 1021                                 | 877                                  | 740                                  | 648  |